# La stanza profonda
La stanza profonda è un romanzo di Vanni Santoni pubblicato nel marzo 2017 da Laterza.
Il libro forma un ideale dittico, per la struttura e la scelta di raccontare una subcultura negletta che era in realtà un'avanguardia, col precedente Muro di casse.

## Trama
Ambientato tra i giocatori di ruolo, traccia la storia di questo medium raccontando al contempo vent'anni di vita, gioco e conflitti di un gruppo di giocatori di provincia, e quindi la dissipazione della provincia stessa, arrivando a toccare anche temi filosoficamente complessi come la natura della realtà in un mondo in via di virtualizzazione.

## Storia editoriale
Il libro ha avuto quattro ristampe in un mese.
Nel marzo 2017 viene candidato al Premio Strega dai giurati Alessandro Barbero e Silvia Ballestra, costituendo così la prima storica partecipazione al maggior premio letterario nazionale da parte di Laterza, fino a quel momento sempre su posizioni di imparzialità, e raggiunge la "dozzina" finalista.
La stanza profonda ha assommato oltre 150 recensioni su tutte le maggiori testate italiane, costituendo uno dei maggiori successi critici del 2017.